# Gaetano Crivelli
Gaetano Domenico Crivelli (Brescia, 20 ottobre 1768 – Brescia, 16 luglio 1836) è stato un tenore italiano.

## Biografia
Pur non essendo propriamente nato a Bergamo, ma nella vicina Brescia, Crivelli può essere considerato a buon diritto uno dei primi esponenti di quella sorta di scuola tenoristica che fiorì nel bergamasco a cavallo tra i due secoli e che, partendo da Giacomo David e passando per figure come David junior, Nozzari e Donzelli, sarebbe infine culminata con Giovanni Battista Rubini.
Tenore baritonale nello stile italiano del '700, Crivelli esordì abbastanza tardi, all'età di ventotto anni, nella sua città natale e si esibì quindi in diversi teatri italiani. fino al debutto scaligero del 1805, nella prima rappresentazione dell'opera di Mayr, Eraldo ed Emma. Crivelli passò poi anche all'estero, in particolare a Parigi: presso la corte imperiale partecipò tra l'altro, nel 1811, alla prima dell'opera di Paer, Didon abandonnée, al fianco di Giuseppina Grassini, e nel 1813 a quella de I baccanti dello stesso autore. Al Théâtre des Italiens eseguì invece, ancora nel 1811, l'opera forse a lui più congeniale, il Pirro di Paisiello. Fu poi anche, con minor successo, a Londra.
Rientrato in Italia, la sua carriera continuò a lungo, soprattutto nei teatri del Settentrione, come di nuovo alla Scala, dove eseguì, tra l'altro, La clemenza di Tito di Mozart, o alla Fenice, dove partecipò, con Giuditta Pasta, alla prima rappresentazione de La conquista di Granata di Nicolini,  e ancora, nel 1821, insieme questa volta alla Maffei Festa, a una première dell'astro nascente Saverio Mercadante, l'Andronico, nonché infine nel 1824 alla prima de Il crociato in Egitto di Meyerbeer, l'ultima grande opera a vedere un castrato, Giovanni Battista Velluti, come protagonista. Nel quadro della sua notevolmente durevole carriera, Crivelli non si mise in mostra tanto per le sue abilità virtuosistiche, quanto per la capacità di valorizzare al meglio le sue qualità di baritenore: l'accento vibrante e appassionato e il vigore espressivo, contribuendo così a quella rinascita tardosettecentesca del belcanto che sarebbe poi sfociata nel periodo d'oro rossiniano, nel quale pure, forse proprio per le sue caratteristiche poco acrobatiche, non giocò poi praticamente alcun ruolo diretto.
Gaetano Crivelli ebbe tre figli che si distinsero anch'essi in ambito musicale: Domenico, maestro di canto poi naturalizzato inglese, Giovanni (1801-1833), cantante morto prematuramente senza raggiungere la notorietà dei suoi familiari, e il molto più giovane Enrico, baritono di fama europea.